# Paternion
Paternion (szlovénül Špatrjan) osztrák mezőváros Karintia Villachvidéki járásában. 2016 januárjában 5877 lakosa volt. 

## Elhelyezkedése

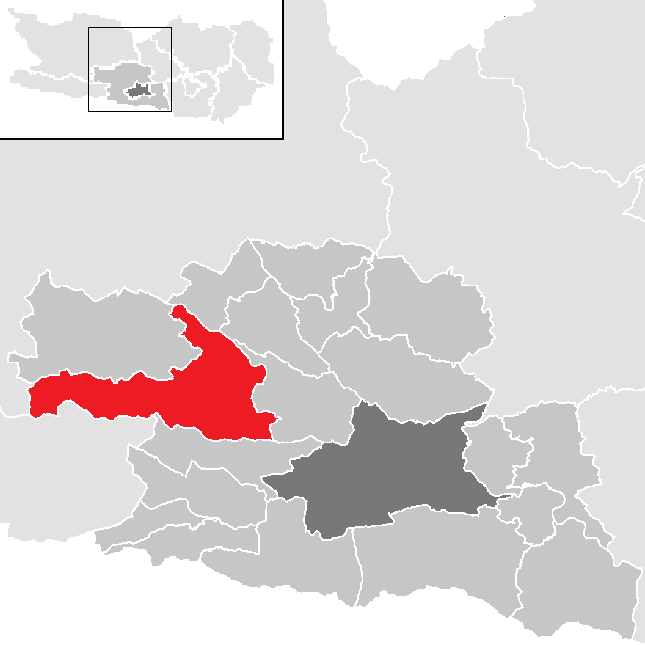
Paternion a Villachvidéki járásban

Paternion Karintia középső részén fekszik a Dráva völgyében, 18 km-re északnyugatra Villachtól. Területének számottevő része a Gailtali-Alpok hegységeihez tartozik. Az önkormányzat 20 falut és egyéb települést fog össze: Aifersdorf (121 lakos), Boden (20), Duel (87), Ebenwald (67), Feffernitz (322), Feistritz an der Drau (1728), Feistritz an der Drau-Neusiedlung (131), Kamering (162), Kreuzen (124), Mühlboden (117), Neu-Feffernitz (1206), Nikelsdorf (582), Patendorf (13), Paternion (672), Pobersach (82), Pogöriach (201), Pöllan (157), Rubland (97), Tragail (2), Tragin (5).
A környező települések: északnyugatra Stockenboi, északra Ferndorf, északkeletre Fresach, keletre Weißenstein, délre Bad Bleiberg és Sankt Stefan im Gailtal, délnyugatra Hermagor-Pressegger See, nyugatra Weißensee.

## Története

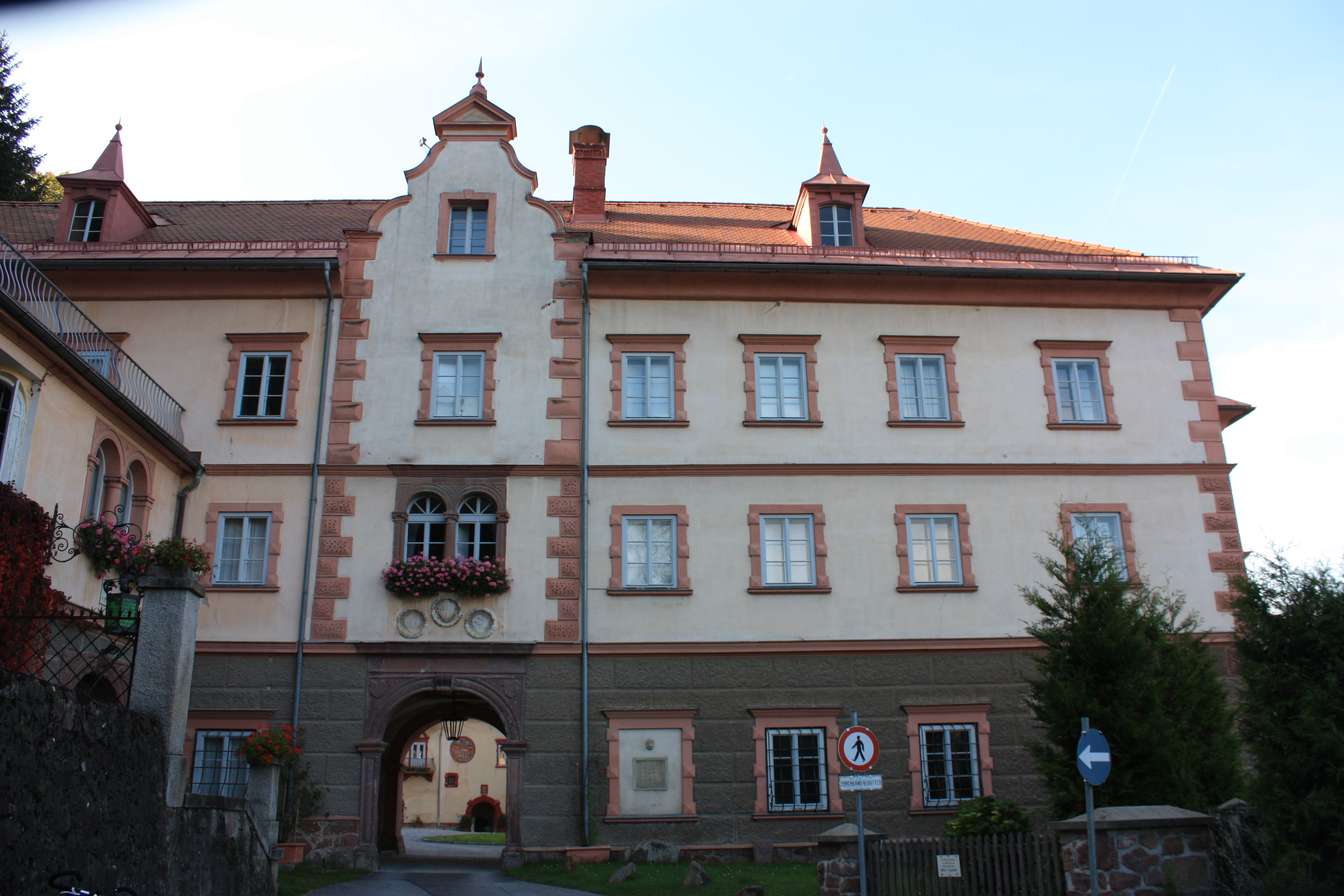
A paternioni kastély

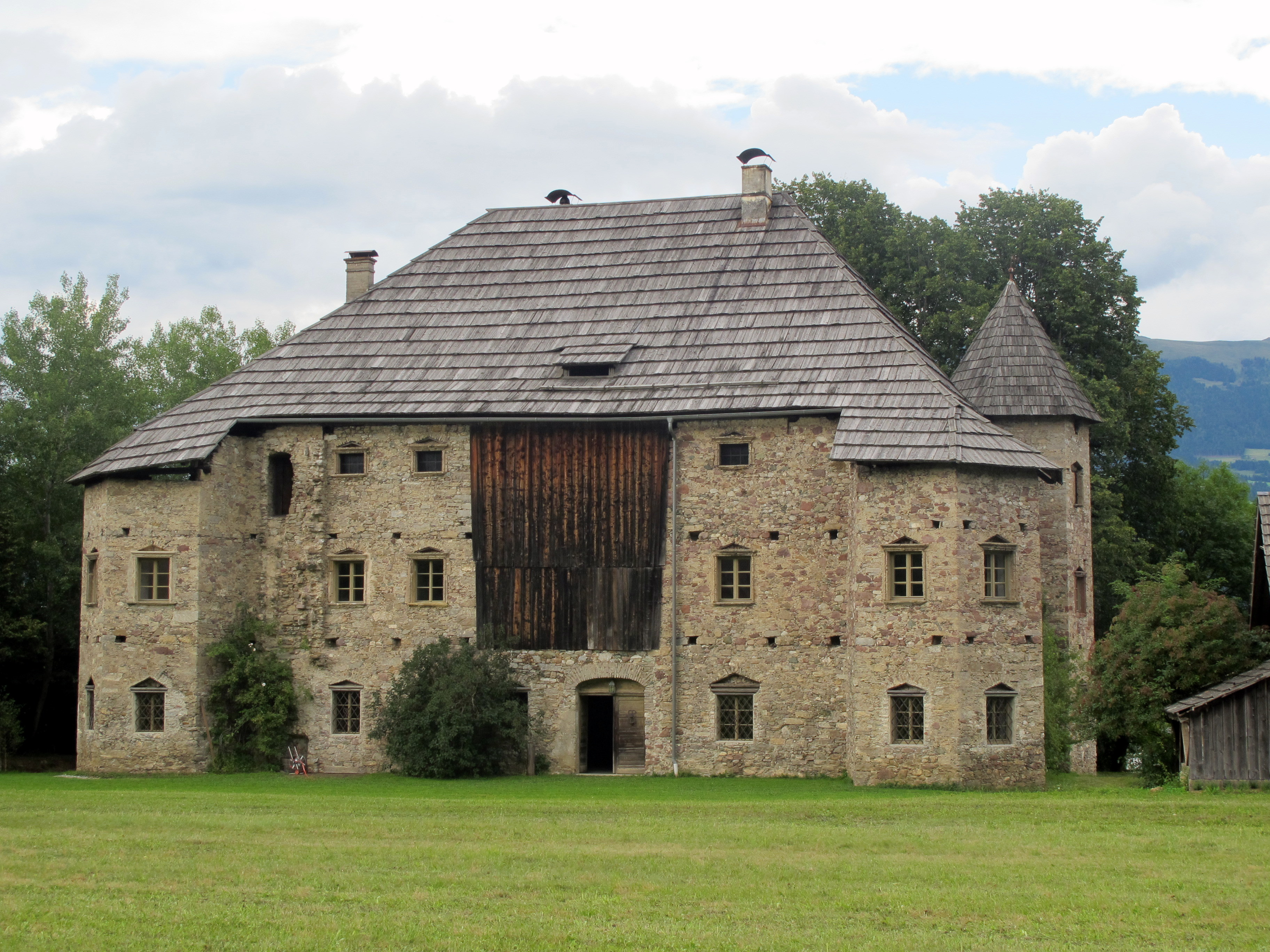
Pöllan kastélya

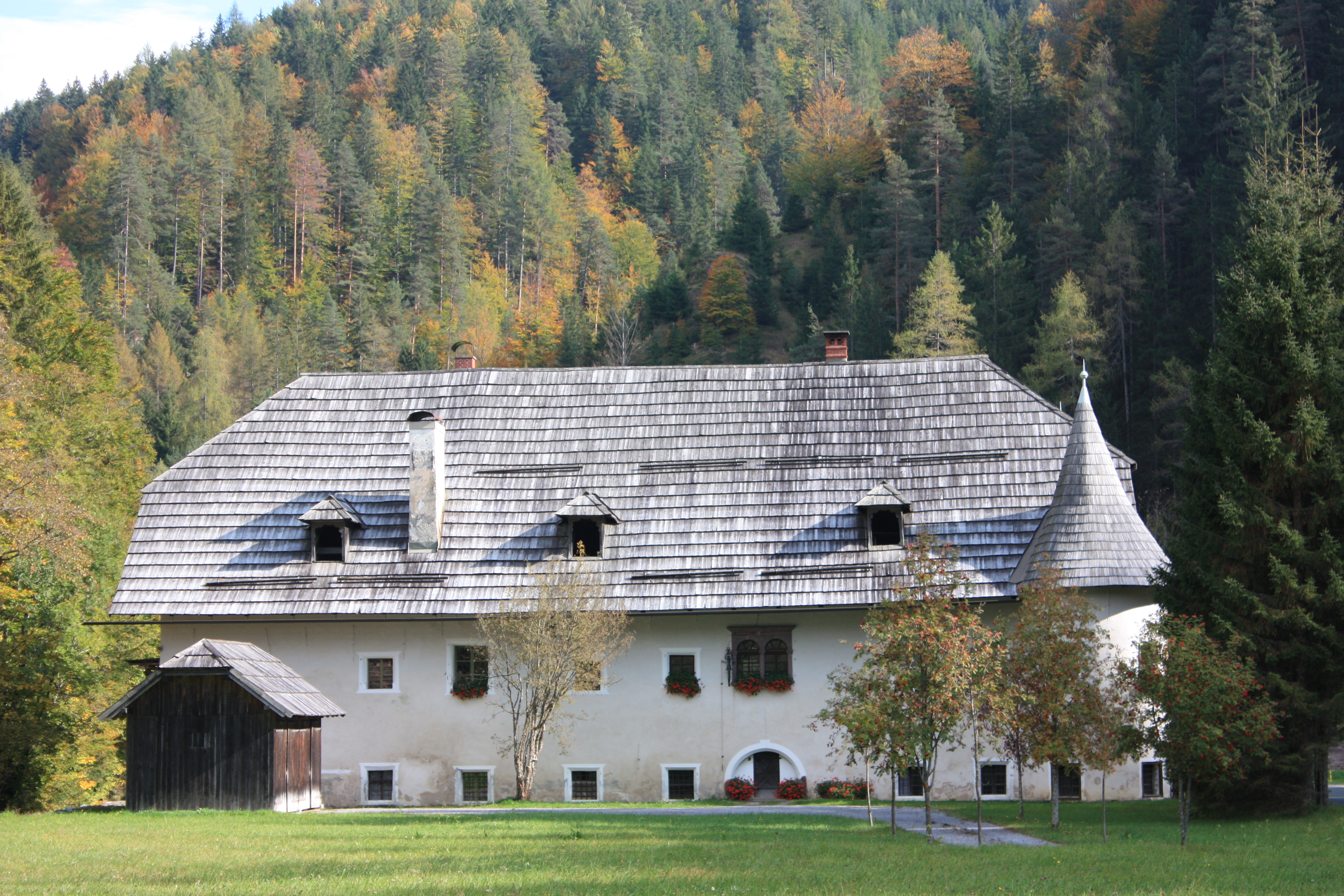
Kreuzen kastélya

Feistritztől északra a régészek egy La Tène-korabeli kelta erődített település, oppidum nyomaira bukkantak. Már az 1920-as évek végén két periódusban épített falakat ástak ki. Nem tisztázott, hogy az oppidumnak volt-e kapcsolata az innen 20 km-re lévő ókori Teurnia városával.
A régió már a protokelta hallstatti időszaktól kezdve folyamatosan lakott volt. A lakosok a hegyekben ólmot, cinket, rezet és vasat bányásztak, a patakokban aranyat mostak. A mai templom déli falában található egy római kori sírkő Tinco, Banana és Ambidrabus nevekkel; utóbbi egy auxiliarius katona volt, aki 20 évesen halt meg. Neve bizonyíték az ambidravusok, a Dráva mentén élő, kelta vagy elkeltásodott nép jelenlétére. A római korból maradt meg a Nikelsdorf melletti Mithrász-szentély, a Duel melletti, 400 körül emelt erőd és egy őskeresztény templom, amelynek csak az alapjai maradtak meg. Ezek az épületek 600 körül, a szlávok betelepülésekor pusztultak el.  
Paterniont először 1296-ban említik, mint St. Paternianust. Nevét a 340 körül elhunyt Paternianus aquileai püspökről kapta (a Drávától délre eső Karintia 1786-ig ehhez az egyházmegyéhez tartozott). Vára először 1354-ben szerepel írásos dokumentumokban. A 14. századtól Paternion ólom- és vasbányászatáról volt ismert, a 15. században pedig aranyat is találtak. A közeli Buchengrabenben cinóbert és higanyt termeltek ki. 
1530-ban I. Ferdinánd mezővárosi jogot adományozott Paternionnak és még a 16. században törvényszéket is kapott. 1599-ben Bartholomew Khevenhüller szerezte meg Paterniont. Protestáns fia nem akarta feladni vallását, ezért 1629-ben Németországba költözött, a birtokot és a várat pedig eladta a villachi Hans Widmann-nak; a kastély ma is az ő leszármazottai, a Foscari-Widmann-Rezzonico család kezében van. 
A katolikus dominancia és a vallási türelmetlenség ellenére sok paternioni titokban továbbra is protestáns maradt, bár ha ez kiderült a börtönt kockáztatták. 1734-36-ban kb. száz paternioni protestánst Erdélybe deportáltak. 
A városi önkormányzat 1850-ben alakult meg. 1865-ben hozzácsatolták Rublandot. 1899-ben Kellerberg és Töplitsch katasztrális községek kiváltak belőle és létrehozták Kellerberg községet. Utóbbit 1905-ben Weißensteinnel egyesítették. 
A második világháborúban Rublandban kényszermunkatábor működött. 

## Lakossága
A paternioni önkormányzat területén 2016 januárjában 5877 fő élt, ami visszaesést jelent a 2001-es 6196 lakoshoz képest. Akkor a helybeliek 93,4%-a volt osztrák, 2,5% boszniai, 1,2% német állampolgár. 61,9% római katolikusnak, 30,2% evangélikusnak, 2,6% muszlimnak, 4,2% pedig felekezet nélkülinek vallotta magát.

## Látnivalók

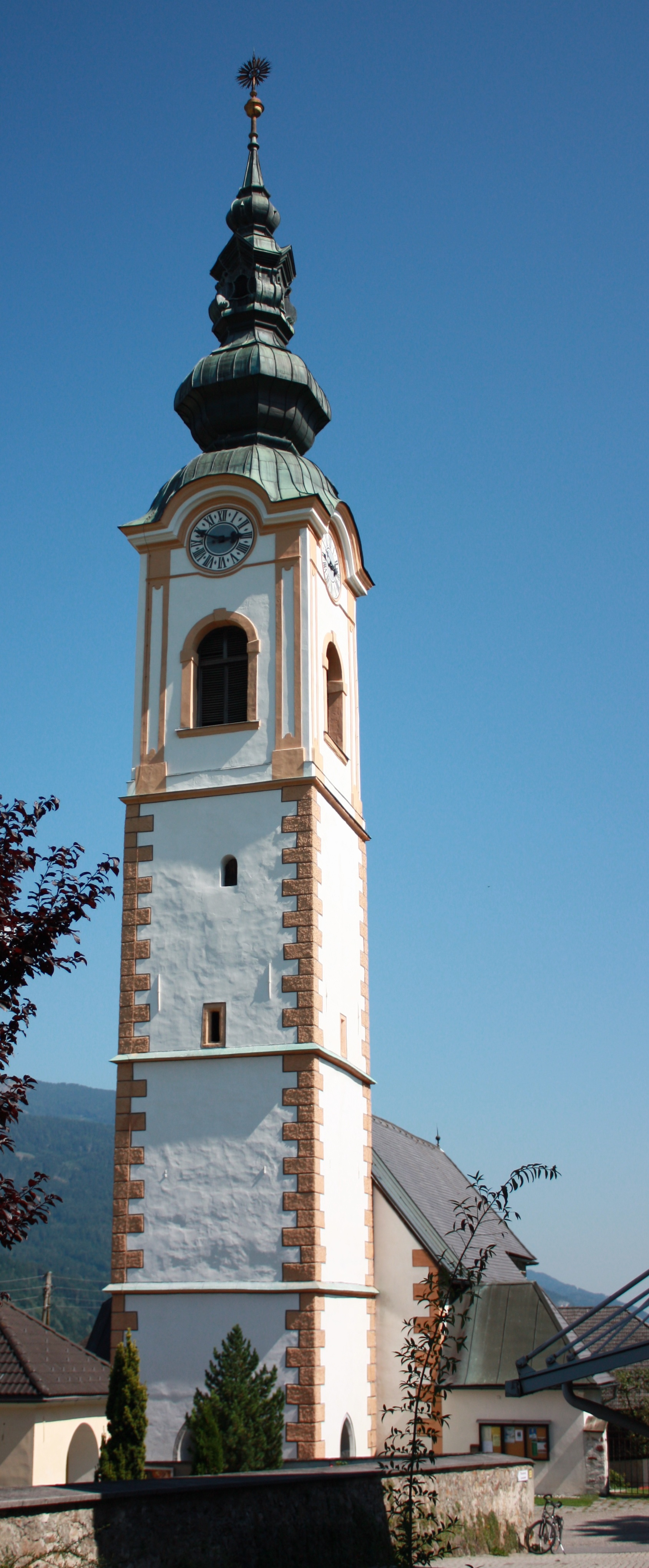
A feistritzi Szt. György-templom

- Paternion 1676-ban épített, barokk Szt. Paternianus-plébániatemploma
- a paternioni kastély
- a pöllani kastély
- a kreuzeni kastély
- a feistritzi Szt. György-templom
- a feistritzi Mária-templom
- a dueli ókori erődromok
- a Koflachgraben szurdoka
- a Farchtensee tava
- a pöllani kis tó
- az ún. "Kutyatemplom" (Hundskirche) a protestánsok titkos találkozóhelye egy kutyával jelölt sziklával

## Híres paternioniak
- Josef Winkler (1953-) író

## Testvérvárosok
- Ladenburg, Németország

## Fordítás
- Ez a szócikk részben vagy egészben  a   Paternion című német Wikipédia-szócikk ezen változatának fordításán alapul.  Az eredeti cikk szerkesztőit annak laptörténete sorolja fel. Ez a jelzés csupán a megfogalmazás eredetét és a szerzői jogokat jelzi, nem szolgál a cikkben szereplő információk forrásmegjelöléseként.